# 黄绍湘
黄绍湘（1915年5月10日—2015年11月28日），女，湖南临澧人，中华人民共和国美国史学家，中国社会科学院世界历史研究所研究员，中国社会科学院荣誉学部委员。

## 生平
幼时在北京师范大学附中上学，后转入笃志女子中学、国立盐务专科学校。1934年考入清华大学外语系。1935年，参与了包括一二·九运动等爱国运动。先后加入过民族解放先锋队、清华大学救国会、北平学生救国会等爱国救亡组织。1936年加入中国共产党。1937年从清华大学毕业。次年，回到常德市，参与组建抗敌工作团。1939年，前往重庆，在重庆清华中学、重庆树人中学教书。1944年，前往美国哥伦比亚大学研究生院攻读美国史并于1946年毕业。1949年，在山东大学文史系工作。1951年，在人民出版社做编审工作。1960年起在北京大学历史系讲授美国史。1977年起前往中国社会科学院世界历史研究所任研究员。1979年起任中国美国史研究会第一、第二、第三任理事长。1980年起任研究生院教授。1980年，在中国历史学会任理事。1987年退休。2006年被评为中国社会科学院荣誉学部委员。2015年11月28日逝世，享年100岁。

## 出版物
编撰了数十篇(本)学术论文和著作：
著作（包括合著）：《美国简明史》、《美国早期发展史》、《美国通史简编》、《中国社会科学院学者文选 黄绍湘集》、《中国大百科全书 外国史卷 北美大洋洲》、《右翼社会党》等。
论文：《追悼、纪念美国进步女作家史沫特莱》、《纪念美国诗人惠特曼的〈草叶集〉初版 100 周年》、《从历史上看美国的殖民主义》、《美国独立战争是怎样对待反革命和怎样取得国际援助的——答读者问》、《评潘非著<美国简史>》、《评<美国侵华史>（第一卷）》、《评介陈翰笙著<美国垄断资本>》、《评<美国工人运动史>》第一卷中译本》等。